# Jordi Arrese
Jordi Arrese, född 29 augusti 1964 i Barcelona, Katalonien, Spanien, är en spansk högerhänt tidigare professionell tennisspelare. 
Jordi Arrese blev professionell spelare på ATP-touren 1982. Under karriären vann han 6 singel- och 4 dubbeltitlar. Han spelade ytterligare 6 singel- och 6 dubbelfinaler. Han rankades som bäst som nummer 23 i singel (november 1991) och som nummer 62 i dubbel (augusti 1995). Sin sista turnering på touren spelade han 1996. Han vann i prispengar 1 846 849 US-dollar.

## Karriär
Arrese vann sin första ATP-titel 1986 (dubbel i Bordeaux). Säsongen 1989 vann han dubbeltiteln i Prag. Sin första singeltitel vann han 1990, också den i Prag. Sin sista ATP-titel vann han i singel 1993 i Athen. Han besegrade i olika turneringar spelare som Thomas Muster, Ivan Lendl, Sergi Bruguera, Alberto Berasategui och Mats Wilander. I april 1991 blev Arrese uppmärksammad i turneringen i Monte Carlo då han i första omgången mötte svensken Björn Borg. Det var Borgs första tävlingsmatch på cirka 8 år i ett allvarligt menat comeback-försök. Borg spelade med en replika av sin gamla tennisracket med träram, medan Arrese spelade med en modern grafitracket som vid tillslag ger bollarna 25-30 % högre fart än med de gamla träracketarna. Borg var chanslös och förlorade mötet med 2-6, 3-6. Arrese förlorade sin nästa match mot Goran Ivanisevic med 6-7, 6-7. 
År 1992 vann Arrese silvermedaljen i singel i de olympiska sommarspelen i Barcelona. I finalen förlorade han mot schweizaren Marc Rosset som vann med 7-6, 6-4, 3-6, 4-6, 8-6. 
Arrese deltog i det spanska Davis Cup-laget 1989 och 1992. Han spelade totalt 3 matcher, av vilka han vann 2. År 2004 var han kapten för det spanska DC-laget som det året vann Cup-titeln. 

## ATP-titlar
- Singel (6)
  - 1990 - Prag, San Remo
  - 1991 - Buzios, Madrid
  - 1992 - Athen
  - 1993 - Athen
- Dubbel (4)
  - 1995 - San Marino
  - 1991 - San Marino
  - 1989 - Prag
  - 1986 - Bordeaux